# Promontorio Fishtail
Il promontorio Fishtail (in inglese Fishtail Point) è un promontorio della Dipendenza di Ross che si affaccia sul mare di Ross in Antartide. Localizzato ad una latitudine di 78° 57' S e ad una longitudine di 162° 36' E, segna il limite meridionale dell'insenatura Skelton.
È stato esplorato durante la Commonwealth Trans-Antarctic Expedition del 1956-58.